# Дейлийские языки

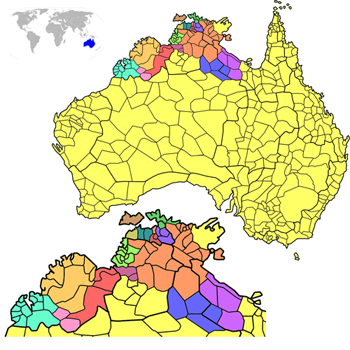

Дейлийские языки (языки дейли; англ. Daly) — гипотетическая семья аборигенных австралийских языков. Распространена вблизи реки Дейли на севере штата Западная Австралия.
По лексикостатистической классификации О’Грэди, Фёгелина и Фёгелина (O’Grady, Voegelin and Vogelin, 1966), дальские языки представляют собой 4 отдельных семьи. Даррел Трайон (Darrel Tryon, 1968, 1974), напротив, объединял их в одну семью, за исключением языка муррин-пата.
Ян Грин (Ian Green, не опубл., но цитируется в: Dixon 2002) показал, что родство дальских языков не может быть доказано при помощи сравнительного метода. Р. М. У. Диксон (R. M. W. Dixon, 2002) делит дальские языки на 2 или 3 малых семьи (статус южного дали непонятен) и 2 изолята.
- Паттьямаль (ваджигини)

Канджеррамаль (диалект)
- Западные дальские языки

- Эмми/Мерранунггу

Меньте (диалект)
- Маритийел

Марри-амму, марритьевин, марридан, марраманинджи (диалекты)
- Марингарр

Магати-ке (диалект)
- Малак-малак
- Южные дальские языки (статус спорный)

- Мурринь-пата
- Нганги-тьемерри

- Восточные дальские языки

- Матнгеле
- Каму